# Antheraea alleni
Antheraea alleni je noční motýl z čeledi Saturniidae. Byl objeven na Borneu.
Rozpětí křídel samečků je 45-52 mm a kolem 55 mm u samiček.